# Boreopontia
Boreopontia är ett släkte av kräftdjur som beskrevs av G. Willems 1981. Boreopontia ingår i familjen Cylindropsyllidae.
Boreopontia är enda släktet i familjen Cylindropsyllidae.